# 車大歳神社の翁舞

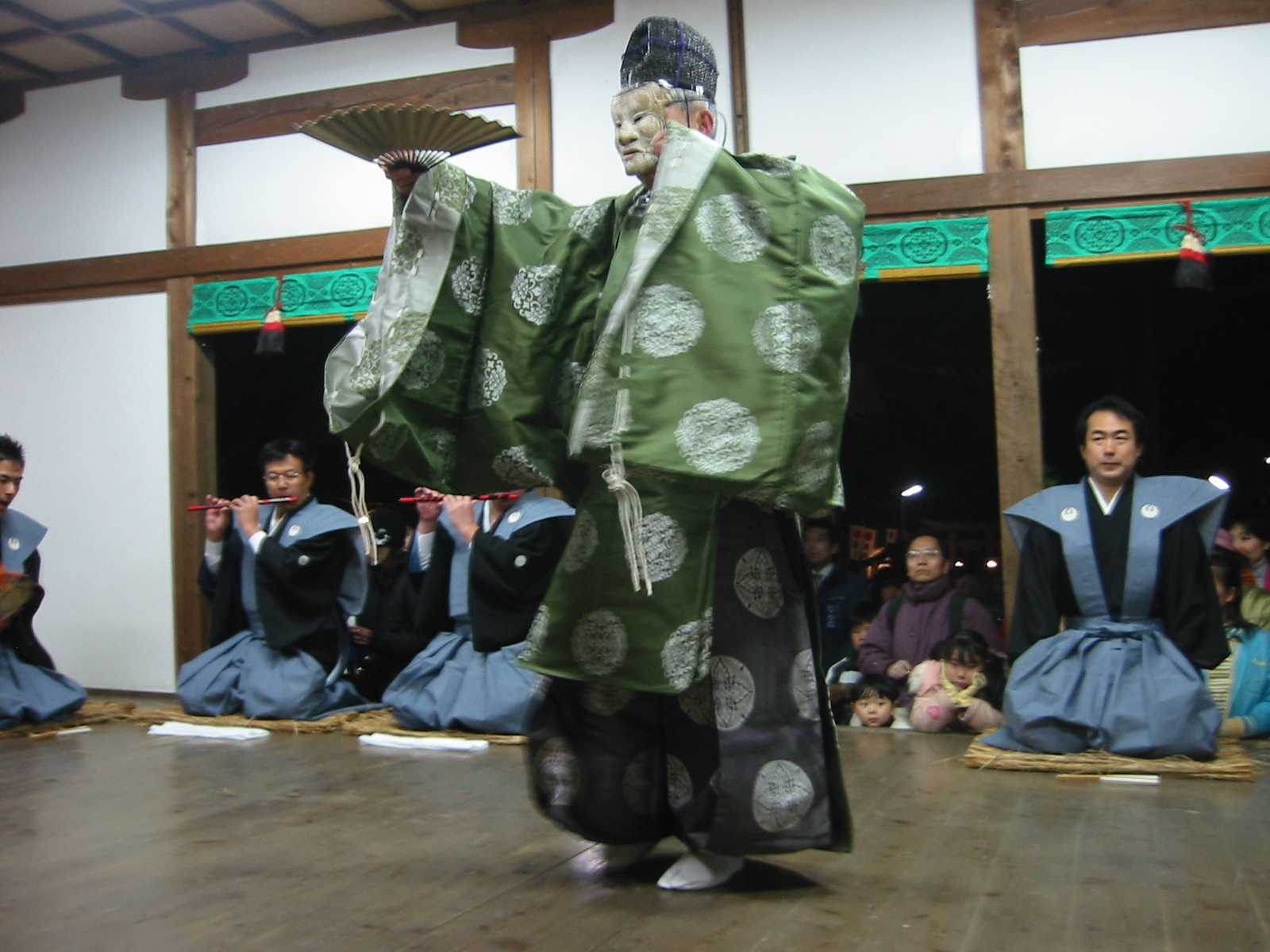
車大歳神社の翁舞

車大歳神社の翁舞（くるまおおとしじんじゃのおきなまい）は、兵庫県神戸市須磨区車の車大歳神社に伝わる民俗芸能の翁舞。
行事の創始に関する伝承は無く、古より伝承されてきたというのみであるが、文久2年（1862年）の台本を残し、他にも数種の台本があり、加えて文献・口碑などによると江戸時代中期から昭和20年（1945年）まで継続していたことが判っている。空襲などにより一時中断したが、その後復活し現在に至っている。
毎年1月14日に行われ、その年の豊作を祈り、前年の実りに感謝するための行事で、露払い（千歳）・翁・三番叟・父の尉で構成されている。室町時代に成立した能の翁（式三番）が、千歳（露払い）・翁・三番叟（揉ノ段、鈴ノ段）という構成であるのに対し、父の尉を省略しない古い形態を伝えているとして、平成12年（2000年）12月27日に重要無形民俗文化財に指定された。
舞に用いられる面は、神体として本殿に祀られている物で、翁・黒式尉・父尉の三種がある。本番当日、宿（頭家）に神体が迎えられ、宿で稽古上げが行われる。その後宮入りを行い、舞台（拝殿）において翁舞が行われる。